# 2010 aux échecs
| Années des échecs : 2007 - 2008 - 2009 - 2010 - 2011 - 2012 - 2013    |
| Décennies des échecs : 1980 - 1990 - 2000 - 2010 - 2020 - 2030 - 2040 |

Cet article présente les faits marquants de l'année 2010 aux échecs.

## Événements majeurs
- Viswanathan Anand conserve son titre de champion du monde contre Veselin Topalov lors du match qui se déroule à Sofia du 24 avril au 11 mai.
- Hou Yifan devient championne du monde féminine elle devient la plus jeune championne du monde d'échecs de l'histoire[1].

### Championnats du monde de blitz
| Tournoi       | Champion mixte | Championne     |
| ------------- | -------------- | -------------- |
| Cadence blitz |                | Kateryna Lahno |

### Championnats du monde d'échecs senior, de la jeunesse
| Âge                              | Champion mixte          | Championne                 |
| -------------------------------- | ----------------------- | -------------------------- |
| Seniors (plus de 60 ans)         |                         |                            |
| Juniors (moins de 20 ans)        | Dmitry Andreikin        | Anna Muzychuk              |
| Moins de 18 ans                  | Steven Zierk (en)       | Narmin Kazimova            |
| Moins de 16 ans                  | Kamil Dragun            | Nastassia Ziazioulkina     |
| Moins de 14 ans                  | Kanan Izzat             | Dinara Saduakassova        |
| Moins de 12 ans                  | Wei Yi                  | Ioulia Osmak               |
| Moins de 10 ans                  | Jason Cao               | Nomin-Erdene Davaademberel |
| Moins de 8 ans                   | Abdulla Azar Gadimbayli | Li Yunshan                 |
| Résolution de problèmes d'échecs | John Nunn               |                            |

## Tournois et opens

### 1ertrimestre
- du 26 décembre 2009 au 6 janvier 2010 : le tournoi d'échecs de Reggio Emilia est remporté par Gata Kamsky[6],[7].
- du 16 au 31 janvier : tournoi de Wijk aan Zee[8],[9]
  - Tournoi A : 1er Magnus Carlsen, 2e Vladimir Kramnik et Alexeï Shirov.
  - Tournoi B : 1er Anish Giri, 2e Arkadij Naiditsch, 3e Ni Hua.
- Du 26 janvier au 4 février, Michael Adams remporte le festival d'échecs de Gibraltar[10].
- du 9 au 17 février : open Aeroflot à Moscou, victoire de Lê Quang Liêm[11].
- du 13 au 24 février : Veselin Topalov remporte le tournoi de Linares avec 6,5/10 devant Alexander Grischuk (6/10) et Levon Aronian (5,5/10)[12],[13].
- du 13 au 25 mars :  Vassili Ivantchouk et Magnus Carlsen remportent le tournoi Amber à Nice. Aleksandr Grichtchouk remporte le tournoi à l'aveugle, Vassili Ivantchouk et Magnus Carlsen remportent le tournoi rapide[14].

### 2etrimestre
- Pavel Eljanov remporte le dernier tournoi du Grand Prix FIDE à Astrakhan avec 8 points sur 13. Il devance d'un point Ruslan Ponomariov, Dmitri Iakovenko, Shakhriyar Mamedyarov, Evgueni Alekseïev et Teimour Radjabov[15]. Ce dernier, en se classant deuxième du Grand Prix FIDE, se qualifie pour le tournoi des candidats du Championnat du monde d'échecs 2012.
- Le tournoi d'échecs de Danzhou est remporté par Bu Xiangzhi[16].
- Le tournoi d'échecs de Poïkovski est remporté par Sergueï Kariakine[17].

### 3etrimestre
- Le Mémorial Capablanca est remporté par Vassili Ivantchouk[18].
- Ruslan Ponomariov remporte le tournoi de Dortmund avec 6,5 points sur 10. Il devance Lê Quang Liêm d'un point et Vladimir Kramnik et Shakhriyar Mamedyarov d'un point et demi[19].
- Fabiano Caruana remporte le festival de Bienne au départage devant Nguyễn Ngọc Trường Sơn et Maxime Vachier-Lagrave. Les trois joueurs ont marqué 5 points et demi sur 9[20].
- Alexei Shirov remporte le tournoi d'échecs de Nankin[21].

### 4etrimestre
- Vladimir Kramnik remporte la finale du « Grand Chelem » à Bilbao (tournoi regroupant les vainqueurs des tournois de Linares, Wijk aan Zee, Nankin et le tournoi des rois) devant Viswanathan Anand[22].
- Le tournoi de Nankin est remporté par Magnus Carlsen devant Viswanathan Anand et Étienne Bacrot[23].
- Levon Aronian et Sergueï Kariakine remportent le Mémorial Tal[24].
- Levon Aronian remporte le championnat du monde de blitz[25]
- Magnus Carlsen remporte le tournoi de Londres devant Anand et McShane[26].
- Maxime Vachier-Lagrave remporte le championnat d'Europe de blitz devant Vassili Ivantchouk et Ruslan Ponomariov[27].
- Zoltán Almási remporte le championnat d'Europe de parties rapides[28] en battant au départage Vugar Gashimov[29].

## Compétitions par équipes

### Olympiade de 2012
- Olympiade d'échecs à Khanty-Mansiïsk: 
  - Classement général : 1er Ukraine, 2e Russie, 3e Israël. L'Ukraine remporte l'Olympiade invaincue (+8=3) devant la Russie (+8=2-1) et Israël (+7=3-1).
  - Classement féminin : 1er Russie 1, 2e Chine, 3e Géorgie
- Le russe Dmitri Andreïkine devient champion du monde des moins de 20 ans. Le titre féminin est remporté par la Slovène Anna Mouzytchouk.

### Championnats continentaux par équipes
| Compétition                                        | Vainqueur mixte | Vainqueur femmes |
| -------------------------------------------------- | --------------- | ---------------- |
| Championnat du monde d'échecs par équipes          |                 |                  |
| Championnat d'Europe d'échecs des nations          |                 |                  |
| Championnat d'Asie d'échecs des nations            |                 |                  |
| Championnat panaméricain d'échecs des nations (en) |                 |                  |

### Championnats interclubs
| Compétition                                | Champion          | Deuxième                 | Troisième                  |
| ------------------------------------------ | ----------------- | ------------------------ | -------------------------- |
| Coupe d'Europe des clubs d'échecs          | Economist-SGSEU-1 | Yugra                    | A DAN DZO & PGMB Chernigiv |
| Coupe d'Europe des clubs d'échecs féminine | CE de Monte-Carlo | St.Petersburg Chess Club | Mika Yerevan               |
| Championnat d'Allemagne d'échecs des clubs |                   |                          |                            |
| Championnat d'Espagne d'échecs des clubs   |                   |                          |                            |
| Championnat de France d'échecs des clubs   |                   |                          |                            |
| Coupe de France des clubs d'échecs         |                   |                          |                            |
| Four Nations Chess League (en) (4NCL)      |                   |                          |                            |
| United States Chess League (en) (USCL)     |                   |                          |                            |

## Championnats continentaux et nationaux individuels

### Championnats continentaux individuels
| Compétition                              | Champion mixte     | Championne          |
| ---------------------------------------- | ------------------ | ------------------- |
| Championnat d'Afrique d'échecs           |                    |                     |
| Championnat d'Asie d'échecs              | Ni Hua             | Atousa Pourkashiyan |
| Championnat d'Amérique d'échecs          |                    |                     |
| Championnat d'Europe d'échecs individuel | Ian Nepomniachtchi | Pia Cramling        |
| Championnat d'Océanie d'échecs           |                    |                     |

### Championnats nationaux individuels
| Pays                                              | Champion mixte             | Championne                    |
| ------------------------------------------------- | -------------------------- | ----------------------------- |
| Championnat d'Afrique du Sud d'échecs             |                            |                               |
| Championnat d'Albanie d'échecs (en)               |                            |                               |
| Championnat d'Algérie d'échecs                    |                            |                               |
| Championnat d'Allemagne d'échecs                  | Niclas Huschenbeth         | pas de championnat            |
| Championnat d'Andorre d'échecs                    |                            |                               |
| Championnat d'Argentine d'échecs                  | Rubén Felgaer              | María de los Angeles Plazaola |
| Championnat d'Arménie d'échecs                    | Avetik Grigorian           | Anahit Kharatyan (fa)         |
| Championnat d'Australie d'échecs                  |                            |                               |
| Championnat d'Autriche d'échecs                   | Markus Ragger              | Eva Moser                     |
| Championnat d'Azerbaïdjan d'échecs                |                            |                               |
| Championnat du Bangladesh d'échecs                |                            |                               |
| Championnat de la Barbade d'échecs                |                            |                               |
| Championnat de Belgique d'échecs                  | Mher Hovhanisian           | Wiebke Barbier                |
| Championnat de la Biélorussie d'échecs            |                            |                               |
| Championnat de Birmanie d'échecs                  |                            |                               |
| Championnat de Bolivie d'échecs                   |                            |                               |
| Championnat de Bosnie-Herzégovine d'échecs        |                            |                               |
| Championnat du Botswana d'échecs                  |                            |                               |
| Championnat du Brésil d'échecs                    | Giovanni Vescovi           | Vanessa Feliciano             |
| Championnat de Bulgarie d'échecs                  | Boris Chatalbashev         |                               |
| Championnat du Canada d'échecs                    |                            |                               |
| Championnat du Chili d'échecs                     | Álvaro Valdés Escobar (es) |                               |
| Championnat de Chine d'échecs                     | Wang Hao                   | Ju Wenjun                     |
| Championnat de Colombie d'échecs                  |                            |                               |
| Championnat de Corée du Sud d'échecs              | Jang Kyungsik              |                               |
| Championnat du Costa Rica d'échecs                |                            |                               |
| Championnat de Croatie d'échecs                   |                            |                               |
| Championnat de Cuba d'échecs                      | Lázaro Bruzón              |                               |
| Championnat de Chypre d'échecs                    |                            |                               |
| Championnat du Danemark d'échecs                  |                            |                               |
| Championnat d'Écosse d'échecs                     | Andrew Greet (nl)          |                               |
| Championnat des Émirats Arabes Unis d'échecs      |                            |                               |
| Championnat d'Espagne d'échecs                    | Miguel Illescas            | Lucía Pascual Palomo (es)     |
| Championnat d'Estonie d'échecs                    |                            |                               |
| Championnat des États-Unis d'échecs               | Gata Kamsky                | Irina Krush                   |
| Championnat des îles Féroé d'échecs               |                            |                               |
| Championnat de Finlande d'échecs                  | Mika Karttunen (en)        |                               |
| Championnat de France d'échecs                    | Laurent Fressinet,         | Almira Skripchenko,           |
| Championnat de Géorgie d'échecs                   |                            |                               |
| Championnat d'échecs de Grande-Bretagne           | Michael Adams              | Jovanka Houska                |
| Championnat de Grèce d'échecs                     |                            |                               |
| Championnat du Guatemala d'échecs                 |                            |                               |
| Championnat du Honduras d'échecs                  |                            |                               |
| Championnat de Hongrie d'échecs                   | Ferenc Berkes              | Anna Rudolf,                  |
| Championnat d'Inde d'échecs                       | Parimarjan Negi            | Soumya Swaminathan            |
| Championnat d'Indonésie d'échecs                  |                            |                               |
| Championnat d'Iran d'échecs                       | Ehsan Ghaem Maghami        |                               |
| Championnat d'Irlande d'échecs                    |                            |                               |
| Championnat d'Islande d'échecs                    | Hannes Stefánsson          | Lenka Ptáčníková              |
| Championnat d'Israël d'échecs                     | Vitali Golod               | pas de championnat            |
| Championnat d'Italie d'échecs                     | Fabiano Caruana            |                               |
| Championnat de Jamaïque d'échecs                  |                            |                               |
| Championnat du Japon d'échecs                     | Sam Collins                |                               |
| Championnat du Kazakhstan d'échecs                | Kuderinov Kirill           |                               |
| Championnat du Kenya d'échecs                     |                            |                               |
| Championnat du Kosovo d'échecs                    | Naim Sahitaj               |                               |
| Championnat de Lettonie d'échecs                  | Evgueny Svechnikov         | Laura Rogule                  |
| Championnat du Liban d'échecs                     |                            |                               |
| Championnat de Lituanie d'échecs                  |                            |                               |
| Championnat du Luxembourg d'échecs                |                            |                               |
| Championnat de Macédoine d'échecs                 |                            |                               |
| Championnat de Madagascar d'échecs                |                            |                               |
| Championnat de Malaisie d'échecs                  |                            |                               |
| Championnat de Malte d'échecs                     |                            |                               |
| Championnat du Maroc d'échecs                     |                            |                               |
| Championnat du Mexique d'échecs                   |                            |                               |
| Championnat de Moldavie d'échecs                  |                            | Elena Pîrţac                  |
| Championnat de Mongolie d'échecs                  |                            |                               |
| Championnat du Monténégro d'échecs                |                            |                               |
| Championnat du Népal d'échecs                     |                            |                               |
| Championnat de Namibie d'échecs                   | Leonhard Mueller           |                               |
| Championnat de Nouvelle-Zélande d'échecs          | Anthony Ker (en)           |                               |
| Championnat de Norvège d'échecs                   | Kjetil Aleksander Lie      |                               |
| Championnat d'Ouzbékistan d'échecs                |                            |                               |
| Championnat du Pakistan d'échecs                  |                            |                               |
| Championnat du Panama d'échecs (en)               |                            |                               |
| Championnat du Paraguay d'échecs                  | Guillermo Vázquez          |                               |
| Championnat d'échecs des Pays-Bas                 | Jan Smeets                 | Zhaoqin Peng                  |
| Championnat du Pays de Galles d'échecs            |                            |                               |
| Championnat du Pérou d'échecs                     |                            |                               |
| Championnat des Philippines d'échecs              |                            |                               |
| Championnat de Pologne d'échecs                   | Mateusz Bartel             |                               |
| Championnat du Portugal d'échecs                  |                            |                               |
| Championnat de la République Dominicaine d'échecs |                            |                               |
| Championnat de la République Tchèque d'échecs     |                            |                               |
| Championnat de Roumanie d'échecs                  |                            |                               |
| Championnat de Russie d'échecs                    | Ian Nepomniachtchi         | Alissa Galliamova             |
| Championnat du Salvador d'échecs                  |                            |                               |
| Championnat de Serbie d'échecs                    | Nikola Sedlak              | Andjelija Stojanovic          |
| Championnat des Seychelles d'échecs (en)          |                            |                               |
| Championnat de Singapour d'échecs                 |                            |                               |
| Championnat de Slovaquie d'échecs                 |                            |                               |
| Championnat de Slovénie d'échecs                  |                            |                               |
| Championnat du Sri Lanka d'échecs                 |                            |                               |
| Championnat de Suède d'échecs                     |                            |                               |
| Championnat de Suisse d'échecs                    | Yannick Pelletier          | Tatjana Lematschko            |
| Championnat du Suriname d'échecs                  |                            |                               |
| Championnat de Trinité-et-Tobago d'échecs         |                            |                               |
| Championnat de Turquie d'échecs                   |                            |                               |
| Championnat d'Ukraine d'échecs                    | Sergueï Pavlov,            | Tatiana Vassilievitch         |
| Championnat d'Uruguay d'échecs                    |                            |                               |
| Championnat du Venezuela d'échecs                 |                            |                               |
| Championnat du Vietnam d'échecs                   | Le Quang Liem              |                               |
| Championnat de Zambie d'échecs                    | Gillan Bwalya (en)         |                               |

## Évolution des classements mondiaux en 2010
Les joueurs d'échecs ont un classement Elo mis à jour chaque mois par la FIDE en fonction de leurs résultats sportifs, et chaque partie jouée rapporte ou retire des points Elo aux joueurs. Au cours de l'année 2010, plusieurs progressions au classement Elo sont remarquées.

### Classement mixte
| Rang 2011 | Nom                   | Né en | Fédération  | Elo 2011 | Rang 2010 | Elo 2010 | Évolution     |
| --------- | --------------------- | ----- | ----------- | -------- | --------- | -------- | ------------- |
| 1         | Magnus Carlsen        | 1990  | Norvège     | 2 814    | 1         | 2 810    | en stagnation |
| 2         | Viswanathan Anand     | 1969  | Inde        | 2 810    | 3         | 2 790    | 20            |
| 3         | Levon Aronian         | 1982  | Arménie     | 2 805    | 5         | 2 781    | 24            |
| 4         | Vladimir Kramnik      | 1975  | Russie      | 2 784    | 4         | 2 788    | en stagnation |
| 5         | Sergueï Kariakine     | 1990  | Russie      | 2 776    | 21        | 2 720    | 56            |
| 6         | Veselin Topalov       | 1975  | Bulgarie    | 2 775    | 2         | 2 805    | 30            |
| 7         | Alexander Grischuk    | 1983  | Russie      | 2 773    | 15        | 2 736    | 37            |
| 8         | Shakhriyar Mamedyarov | 1985  | Azerbaïdjan | 2 772    | 11        | 2 741    | 31            |
| 9         | Vassily Ivanchuk      | 1969  | Ukraine     | 2 764    | 8         | 2 749    | 15            |
| 10        | Hikaru Nakamura       | 1987  | États-Unis  | 2 751    | 28        | 2 708    | 43            |

### Classement femmes
| Rang 2011 | Nom                 | Né en | Fédération | Elo 2011 | Rang 2010 | Elo 2010 | Évolution     |
| --------- | ------------------- | ----- | ---------- | -------- | --------- | -------- | ------------- |
| 1         | Judit Polgár        | 1976  | Hongrie    | 2 686    | 1         | 2 682    | en stagnation |
| 2         | Humpy Koneru        | 1987  | Inde       | 2 607    | 2         | 2 614    | en stagnation |
| 3         | Hou Yifan           | 1994  | Chine      | 2 602    | 3         | 2 590    | 12            |
| 4         | Tatiana Kosintseva  | 1986  | Russie     | 2 570    | 10        | 2 515    | 55            |
| 5         | Nadezhda Kosintseva | 1985  | Russie     | 2 552    | 5         | 2 533    | 19            |
| 6         | Nana Dzagnidze      | 1987  | Géorgie    | 2 550    | 14        | 2 506    | 44            |
| 7         | Antoaneta Stefanova | 1979  | Bulgarie   | 2 546    | 4         | 2 545    | en stagnation |
| 8         | Anna Muzychuk       | 1990  | Slovénie   | 2 529    | 7         | 2 523    | en stagnation |
| 9         | Viktorija Cmilyte   | 1983  | Lituanie   | 2 526    | 20        | 2 489    | 37            |
| 10        | Dronavalli Harika   | 1991  | Inde       | 2 520    | 25        | 2 471    | 49            |

- Kirsan Ilioumjinov est réélu président de la Fédération internationale des échecs[94] pour quatre ans.
- Magnus Carlsen décide de ne pas participer au championnat du monde 2011[95].
- À la suite de soupçons de tricherie aux échecs lors de l'Olympiade d'échecs de 2010, la Fédération Française des Échecs engage une action à l'encontre de Sébastien Feller, Arnaud Hauchard et Cyril Marzolo.

## Nécrologie
- 11 janvier : Francisco Benkö (en)
- 3 février : John Rety (en)
- 6 février : Marta Krūmiņa-Vitrupe (en)
- 19 février : Jesús Díez del Corral
- 2 mars : Dieter Mohrlok (en)
- 16 mars : Ielena Taïrova
- 20 mars : István Bilek
- 26 mars : Vassily Smyslov, 7e champion du monde[96].
- 29 mars : Jindřich Trapl (en)
- 30 mars : Iouri Chabanov
- 4 avril : Åke Stenborg (en)
- 5 avril : Vitali Sevastianov[97]
- 3 mai : Florencio Campomanes, ancien président de la Fédération internationale des échecs[98],[99].
- 8 mai : Andor Lilienthal[100]
- 10 mai : William Hook
- 12 mai : Edith Keller-Herrmann
- 19 juin : Robin Matthews (en), Terry Kelly (en)
- 30 juin : Ole Jakobsen (en)
- 18 juillet : Petra Feibert (en)
- 2 août : Trotzky Augusto Yepez Obando (en)
- 13 août : Craig Van Tilbury (en)
- 5 septembre : Georges Philippe (en)
- 9 septembre : Bent Larsen[101]
- 5 octobre : Jānis Klovāns
- 10 octobre : Károlyné Honfi (en)
- 30 octobre : Evgueni Bogdanov, Ingi Randver Jóhannsson (en)
- 15 novembre : Larry Evans, Andrzej Pytlakowski (en)
- 17 décembre : Mikhaïl Oumanski